# Eva Hüster
Eva Hüster (* 1990) ist eine deutsche Schauspielerin und Sängerin.

## Leben
Eva Hüster studierte Schauspiel an der Universität der Künste Berlin. Seit 2018 arbeitet sie am Staatsschauspiel Dresden, seit 2022 weiterhin als Gast. Mit der Inszenierung von Dostojewskis Roman „Erniedrigte und Beleidigte“ (Regie: Sebastian Hartmann) wurde sie 2019 zum 56. Berliner Theatertreffen eingeladen. Gastengagements führten sie außerdem an das Schauspielhaus Bochum und die Berliner Volksbühne für die Produktion „Volksverräter!“ (nach H. Ibsen „Ein Volksfeind“, Regie: Hermann Schmidt-Rahmer) und an die Tischlerei der Deutschen Oper Berlin für die Uraufführung von Bär*in (nach An das Wilde glauben von Nastassja Martin) unter der Regie von Franziska Angerer (Komposition: Arne Gieshoff). Mehrmals arbeitete sie mit dem Musiktheaterkollektiv glanz&krawall zusammen. Als Sprecherin arbeitete sie u. a. mit Hermann Vaske für seinen Film „Kann Kreativität die Welt retten?“
Seit 2023 ist Hüster Einzelmitglied der Kulturpolitischen Gesellschaft.
Eva Hüster lebt in Berlin.

## Theater (Auswahl)
- 2024: Stadt der Teufel[7] (nach Michail Bulgakows Der Meister und Margarita und Franz von Suppès Teufel auf Erden) – Regie: glanz&krawall / Heimathafen Neukölln
- 2024/2018: 9 Tage wach[10][11] (nach der gleichnamigen Autobiografie von Eric Stehfest) – Regie: Sebastian Klink / Staatsschauspiel Dresden
- 2023: Ich, Elektra (nach Hugo von Hofmannsthal und Richard Strauss) – Komposition: Aigerim Seilova / Regie: Sarah Kohm / mit: Ensemble Modern / Frankfurt Lab
- 2023: Bär*in[6][12] (nach „An das Wilde glauben“ von Nastassja Martin)- Komposition: Arne Gieshoff / Regie: Franziska Angerer / Tischlerei, Deutsche Oper Berlin
- 2022: GAS-Trilogie (Georg Kaiser)[13] – Regie: Sebastian Baumgarten / Staatsschauspiel Dresden
- 2022: Macbeth[14] (William Shakespeare) – Regie: Christian Friedel / Staatsschauspiel Dresden
- 2022: Liebe ohne Leiden[15][16] – Regie: Nikolai Sykosch / Staatsschauspiel Dresden
- 2019: Der Kirschgarten[17][18][19] (Anton Tschechow) – Regie: Andreas Kriegenburg / Staatsschauspiel Dresden
- 2017/2018: Volksverräter![20][5] (nach Henrik Ibsens Ein Volksfeind) – Regie: Hermann Schmidt-Rahmer / Schauspielhaus Bochum, Volksbühne Berlin[21]

## Film (Auswahl)
- 2023: Triff... Gudridur[22][23]